# Ḩoseynābād-e Sheykh
Ḩoseynābād-e Sheykh (persiska: حسین آباد شیخ) är en ort i Iran.   Den ligger i provinsen Khuzestan, i den centrala delen av landet, 600 km söder om huvudstaden Teheran. Ḩoseynābād-e Sheykh ligger 300 meter över havet och antalet invånare är 133.
Terrängen runt Ḩoseynābād-e Sheykh är huvudsakligen platt, men åt nordost är den kuperad.Runt Ḩoseynābād-e Sheykh är det ganska tätbefolkat, med 62 invånare per kvadratkilometer. Närmaste större samhälle är Behbahān, 8,3 km sydost om Ḩoseynābād-e Sheykh. Trakten runt Ḩoseynābād-e Sheykh består till största delen av jordbruksmark.